# Roma (Schiff, 1942)
| Roma                                | Regia Marina |
| ----------------------------------- | --- |
|                                     | |
| Dienstzeit                          | |
| Bauwerft:                           | Cantieri Riuniti dell’Adriatico                                                                                             |
| Kiellegung:                         | 18. September 1938 |
| Stapellauf:                         | 9. Juni 1940 |
| Indienststellung:                   | 14. Juni 1942 |
| Schicksal:                          | Am 9. September 1943 in der Nähe von Capo Testa, Sardinien, durch Luftangriff versenkt.                                     |
| Allgemeine Eigenschaften            | |
| Wasserverdrängung:                  | Standard: 43.624 ts maximal: 45.752 ts                                                                                      |
| Länge (pp): Länge KWL: Länge ü. a.: | 224,5 m 232,4 m 240,7 m |
| Breite:                             | 33 m |
| Tiefgang:                           | 10,5 m |
| Maschinenanlage:                    | 8 ölgefeuerte Dampfkessel 4 Satz Belluzzo-Dampfturbinen mit 139.561 WPS über Einfachgetriebe auf 4 Schrauben                |
| Geschwindigkeit:                    | 31,4 Knoten |
| Besatzung:                          | 1830 Offiziere und Mannschaften                                                                                             |
| Bewaffnung:                         | 9 × 381-mm-Geschütze (3×3) 12 × 152-mm-Geschütze (4×3) 12 × 90-mm-Flak (12×1) 40 × 37-mm-Flak (20×2) 60 × 20-mm-Flak (30×2) |

Die Roma war ein italienisches Schlachtschiff der Littorio-Klasse im Zweiten Weltkrieg. Sie war benannt nach der Stadt Rom, wobei sich der Name aber weniger auf die Hauptstadt des modernen Italiens, sondern, ähnlich wie bei ihrem gleichzeitig gebauten Schwesterschiff Impero, auf die Zeit des Römischen Reiches bezog. Am 9. September 1943 wurde die Roma als erstes Großkampfschiff von einer Lenkwaffe versenkt.

## Bau
Als letztes Schiff der Littorio-Klasse wurde die Roma im Jahre 1938 in Auftrag gegeben. Diese 2. Serie war als Antwort auf die 1935 lancierte französische Richelieu-Klasse gedacht, die wiederum selbst eine Antwort auf die 1934 in Bau gegebenen und 1940 fertiggestellten ersten zwei Schiffe der 1. Serie, der Littorio bzw. Vittorio Veneto, war. Diese zwei neuen Schlachtschiffe enthielten gegenüber den zwei älteren Einheiten einige Verbesserungen bezüglich Bugform, Seeeigenschaften, Rumpfstruktur, Panzerung, Feuerleitanlage, Kommandobrücke, Bordfluganlage, Kommunikationseinrichtungen und einigem mehr, so dass sie den modernsten Einheiten der anderen Marinen in nichts nachstanden oder ihnen voraus waren.
Die Roma wurde 1938 auf der Werft Cantieri Riuniti dell’Adriatico in Triest auf Kiel gelegt. Der Stapellauf war am 9. Juni 1940, die Indienststellung erfolgte am 14. Juni 1942.

## Waffenstillstand und Untergang

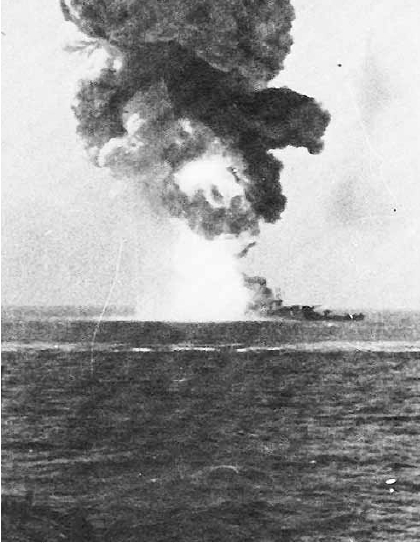
Explosion des vorderen Hauptmagazins nach dem Einschlag der zweiten Lenkbombe Typ Fritz X

Die Roma wurde zu spät in Dienst gestellt, um an den Gefechten um die britischen Konvois Vigorous und Harpoon teilzunehmen. Danach hielt Treibstoffmangel die italienischen Schlachtschiffe im Hafen fest, so dass es zu keinen größeren Operationen der Flotte mehr kam.

Route und Untergang der Roma

Nach dem Sturz des Faschismus in Italien und der Verhaftung Mussolinis kam es am 8. September 1943 zum Waffenstillstand zwischen Italien und den Alliierten. Als Teil der Waffenstillstandsbedingungen sollte sich die italienische Flotte in Malta ergeben. In der Nacht vom 8. auf den 9. September verließen die Schlachtschiffe Roma, Vittorio Veneto und Italia (ehemals Littorio) zusammen mit drei Leichten Kreuzern und acht Zerstörern den Hafen von La Spezia. Die Roma war das Flaggschiff mit Admiral Carlo Bergamini an Bord. Da zeitgleich die alliierte Landung bei Salerno stattfand, hatten die Alliierten die Italiener angewiesen, ihre Flotte von diesem Gebiet fernzuhalten, sonst würde die Flotte als feindselig betrachtet und angegriffen werden. Daher nahm der italienische Verband einen Kurs an der Westküste von Korsika entlang.

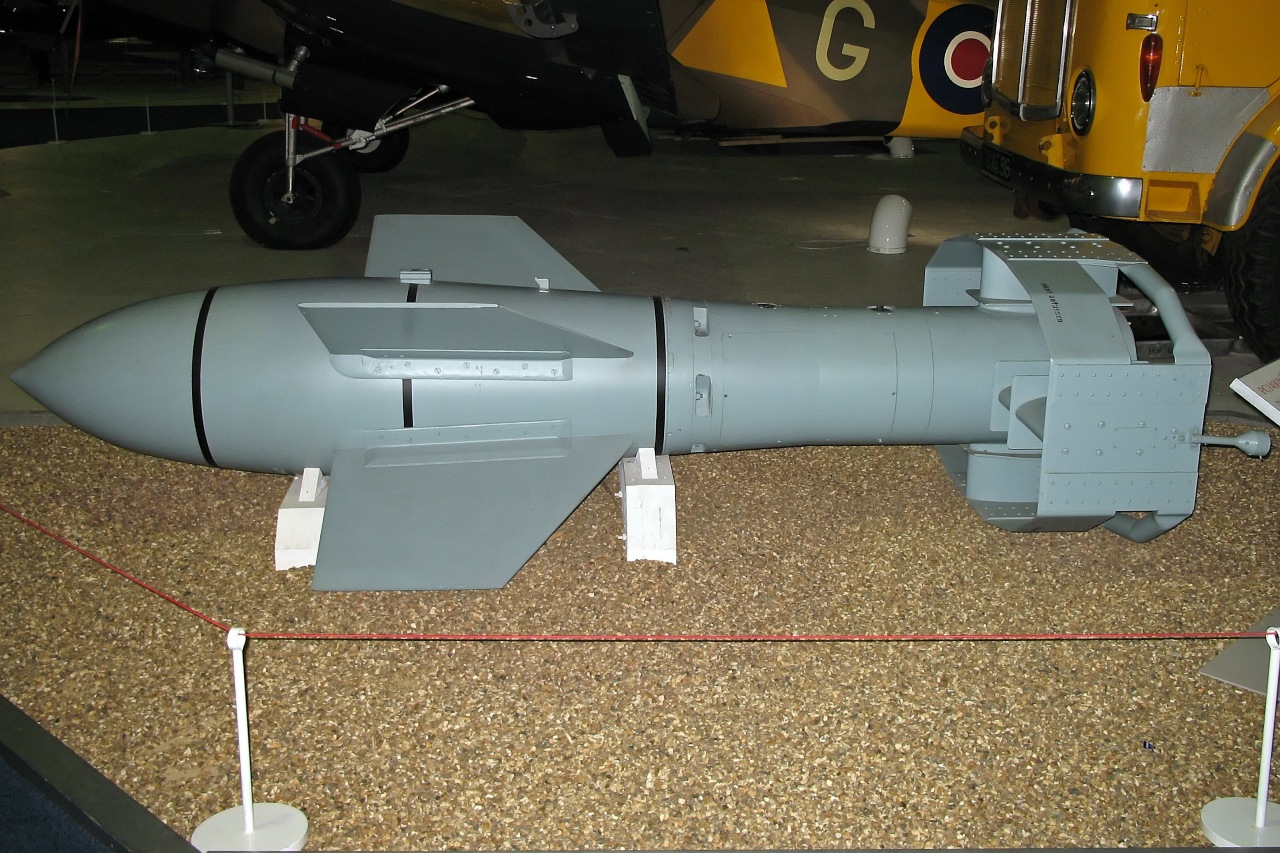
Lenkbombe des Typs Fritz X

Nachdem die deutsche Führung von den Absichten der Italiener erfahren hatte, erhielt die Luftwaffe umgehend Anweisung, die italienischen Schiffe anzugreifen. Von Marseille aus starteten 15 Bomber des Typs Dornier 217K der III. Gruppe des Kampfgeschwaders 100, bewaffnet mit je einer steuerbaren Bombe des Typs Fritz X. Die Fritz X war eine der ersten Lenkwaffen der Welt und erst elf Tage vorher, am 29. August, an die Truppe ausgeliefert worden. Das neuartige Prinzip und die Wirkungsweise dieser Waffe waren sowohl den Alliierten als auch den Italienern völlig unbekannt.
Gegen 15:30 Uhr stießen die Bomber bei Capo Testa an der Küste Sardiniens auf den italienischen Verband und griffen ihn an. Konventionelle Bomben wurden normalerweise in einem Winkel von 80° fast direkt über dem Ziel abgeworfen, der Abwurf der Fritz X erfolgte jedoch in einem Winkel von 60° weit vor dem Ziel, danach flog die Bombe auf das Ziel zu. Da diese neue Waffenart den Italienern vollkommen unbekannt war, deuteten sie den „zu frühen“ Abwurf der Bomben dahingehend, dass die Deutschen sie nicht tatsächlich angreifen, sondern ihnen einen Schuss vor den Bug setzen wollten. Erst kurz vor dem Einschlag der Bomben erkannten sie, dass es sich um einen echten Angriff handelte. Innerhalb von fünf Minuten wurde die Roma zweimal getroffen. Die erste Bombe schlug auf der Steuerbordseite ein und durchschlug den gesamten Rumpf, ohne zu explodieren. Dieser Treffer führte zu Wassereinbrüchen und reduzierte die Geschwindigkeit auf zehn Knoten. Um 15:50 Uhr schlug die zweite Bombe zwischen dem Kommandoturm und dem zweiten vorderen Hauptgeschützturm (Turm Nr. 2) ein. Durch den Treffer explodierte das vordere Hauptmagazin, die Wucht der Explosion war so stark, dass der 1500 t schwere Turm Nr. 2 weggesprengt wurde. Kurz darauf kenterte die Roma, zerbrach in zwei Teile und versank. Von der Besatzung überlebten 596 Mann (laut italienischem Marinebericht von 2012 waren es 622). 1393 Besatzungsmitglieder, darunter Admiral Bergamini, gingen mit dem Schiff unter.
Am 28. Juni 2012 meldete die italienische Marine, dass das Wrack der Roma mittels des Tauchroboters Pluto Palla nahe der Insel Sardinien gefunden worden sei. Es liegt rund 16 nautische Meilen (ca. 30 Kilometer) nördlich der Küste Sardiniens im Golf von Asinara in etwa 1000 Meter Tiefe.